# Саманта Лютвейт
Саманта Луїза Лютвейт (англ. Samantha Louise Lewthwaite, * 5 грудня 1983), також відома як «Біла вдова» — дружина терориста-смертника  Джермейна Ліндсі, який підірвав поїзд в лондонському метро 2005 року. Після теракту Саманта виїхала жити в Сомалі, де приєдналася до місцевих ісламістів і стала рекрутувати в їх ряди нових прихильників.

## Біографія
Саманта Лютвейт народилася в родині Ендрю та Елізабет Лютвейтів. Батько Саманти був британським військовим, які дислокувалися в Північній Ірландії, де і познайомився з її матір'ю. 1994 року батьки Лютвейт розійшлися. Травмована цією подією, Лютвейт потрапила, за словами її друзів, під вплив своїх сусідів-мусульман, чиї сімейні відносини вона вважала міцнішими. У 17 років Саманта прийняла іслам, узявши, за повідомленнями «The Scotsman» і «The Evening Standard», мусульманське ім'я Шерафія. Незабаром вона одружилася з Джермейном Ліндсі, однак шлюб ніде не був офіційно зареєстрований.
2005 року Ліндсі підірвав себе в поїзді метро, убивши 26 осіб. Лютвейт заперечувала свою причетність до теракту та стверджувала, що нічого не знала про наміри чоловіка.
2013 року, за інформацією «The Daily Telegraph», Лютвейт вийшла заміж за Хабіба Салеха Гані, етнічного пакистанця та члена радикального сомалійського терористичного угруповання «Аш-Шабаб». Пізніше газета приписувала їй відносини з Хасаном Маалімом Ібрагімом — одним з командирів «Аш-Шабаб». Інформація, що з'являлась в ЗМІ, про знаходження Лютвейт і трьох її дітей на той момент була вкрай суперечливою. У числі місць можливого перебування називалися Танзанія та Сомалі. Лютвейт підозрювалася як співучасниця в нападі на торговий центр у Найробі. Інтерполом був виданий ордер на її негайний арешт, а правоохоронні служби США оголосили нагороду в 5 мільйонів доларів за допомогу в її затриманні.

### Інспірування
12 листопада 2014 року російська інформаційна агенція Regnum опублікувала інформацію про те, що Лютвейт була вбита російським снайпером під час війни на сході України. Пізніше, як доказ, був представлений скан південноафриканського паспорта на ім'я Наталі Уебб з фотографією Лютвейт, який, за твердженням автора оригінальної статті, Олексія Топорова, снайпер знайшов серед речей убитої. Ім'я джерела інформації названо не було. Британський уряд повідомив, що не має даних, які б підтверджували перебування Лютвейт на території України. Також була опублікована інформація про те, що влада України оголосили нагороду в один мільйон доларів за піймання снайпера, який убив Лютвейт. Натомість речник інформаційно-аналітичного центру РНБО України Андрій Лисенко та командир батальйону «Айдар» Сергій Мельничук спростували цю інформацію.